# Landquart (flod)
Landquart är en flod i nordligaste delen av den schweiziska kantonen Graubünden.
Den börjar omkring en halvmil öster om Klosters, där de mindre åarna Vereinabach och Verstanclabach flyter samman, och avvattnar sedan distriktet Prättigau i västlig/nordvästlig riktning, för att sedan mynna ut i Rhen vid industrisamhället Landquart, som fått sitt namn från floden. Den är 45 kilometer lång (inklusive huvudtillflödet Vereinabach 54 kilometer).
Fram till och med 1800-talet användes Landquart för timmerflottning, då skogsbruk ännu var en av huvudnäringarna i Prättigau. Under 1900-talet har flera vattenkraftverk byggts.